# Живојин Тешић
Живојин Тешић (Брђани, 30. март 1908 — Београд 25. април 1994) био је биолог и професор на Пољопривредном и Шумарском факултету универзитета у Београду.

## Биографија
Рођен је у Брђанима 30. марта 1908. године, а умро у Београду 25. априла 1994. године.
Биолог и професор на Пољопривредном и Шумарском факултету универзитета у Београду, редовни професор од 1956. године. Био је члан САНУ: Одељење природно-математичких наука, као дописни члан од 21. децембра 1961; а редовни члан од 21. марта 1974. године. Аутор је више уџбеника и научних радова.

## Функције
Био је члан МО одбора за проучавање села; члан МО одбора „Човек и животна средина“; члан МО одбора за биомасу; члан МА одбора за проучавање земљишта; члан МА одбора за израду монографије о земљиштима Југославије.

## Награде
Добитник је Седмојулске награде 1950. године, Медаље Универзитета у Брну 1967. године, Ордена рада 3. степена 1948. године, Ордена рада са златним венцем 1965 и Ордена заслуга за народ са златном звездом 1976. године.